# Paint the Sky with Stars
Albums de Enya
The Memory of Trees
(1995) A Day Without Rain
(2000)
Paint the Sky with Stars est une compilation de la chanteuse Enya sorti en 1997. Il contient en outre deux nouvelles pièces.
13,2 millions d'exemplaires vendus.

## Liste des titres
1. Orinoco Flow (4 min 26 s)
2. Caribbean Blue (3 min 58 s)
3. Book of Days (2 min 56 s)
4. Anywhere Is (3 min 46 s)
5. Only If... (3 min 19 s)
6. The Celts (2 min 57 s)
7. China Roses (4 min 40 s)
8. Shepherd Moons (3 min 40 s)
9. Ebudæ (1 min 52 s)
10. Storms in Africa (4 min 11 s)
11. Watermark (2 min 26 s)
12. Paint the Sky with Stars (4 min 15 s)
13. Marble Halls (3 min 55 s)
14. On My Way Home (3 min 38 s)
15. The Memory of Trees (4 min 19 s)
16. Boadicea (3 min 28 s)